# Première Division 1930-1931 (Lussemburgo)
La Première Division 1930-1931 è stata la 21ª edizione del massimo campionato lussemburghese di calcio. La stagione è iniziata il 29 agosto 1930 ed è terminata il 3 maggio 1931. La squadra Red Boys Differdange ha vinto il titolo per la prima volta nella sua storia.

## Formula
2 punti alla vittoria, un punto al pareggio, nessun punto alla sconfitta.
Le 8 squadre partecipanti si affrontano in un girone di andata e ritorno, per un totale di 14 giornate.

Le ultime due classificate retrocedono direttamente in Promotion.

## Classifica finale
|                        | Pos. | Squadra                  | Pt | G  | V  | N | P | GF | GS | DR  |
| ---------------------- | ---- | ------------------------ | -- | -- | -- | - | - | -- | -- | --- |
| Lussemburgo (bandiera) | 1.   | Red Boys Differdange     | 25 | 14 | 12 | 1 | 1 | 54 | 12 | +42 |
|                        | 2.   | Spora Luxembourg         | 20 | 14 | 8  | 4 | 2 | 53 | 24 | +29 |
|                        | 3.   | Progrès Niedercorn       | 14 | 14 | 6  | 2 | 6 | 27 | 31 | -4  |
|                        | 4.   | Fola Esch                | 12 | 14 | 3  | 6 | 5 | 23 | 34 | -11 |
|                        | 5.   | Union Luxembourg         | 12 | 14 | 5  | 2 | 7 | 28 | 43 | -15 |
|                        | 6.   | The National Schifflange | 10 | 14 | 4  | 2 | 8 | 29 | 41 | -12 |
|                        | 7.   | Stade Dudelange          | 10 | 14 | 3  | 4 | 7 | 23 | 38 | -15 |
|                        | 8.   | Red Black Pfaffenthal    | 9  | 14 | 2  | 5 | 7 | 16 | 30 | -14 |

Legenda:

      Campione del Lussemburgo 1929-1930

      Retrocesse in Promotion 1931-1932

### Spareggio salvezza
Si affrontano le due squadre classificate a pari punti al penultimo posto, per stabilire la squadra da retrocedere.
|                          | Risultati |                 | Luogo e data     |
| ------------------------ | --------- | --------------- | ---------------- |
| The National Schifflange | 2 - 0     | Stade Dudelange | ?, 3 maggio 1931 |
|                          |           |                 |                  |

### Calendario
| Andata (1ª)  | Andata (1ª) | Prima giornata       | Ritorno (8ª) | Ritorno (8ª) |
|              |             |                      |              |              |
| 31 ago. 1930 | 2-3         | National-Union       | 2-3          | 30 nov. 1930 |
| 31 ago. 1930 | 5-1         | Red Boys-Fola        | 4-1          | 30 nov. 1930 |
| 31 ago. 1930 | 0-1         | Red Black-Niederkorn | 1-3          | 30 nov. 1930 |
| 31 ago. 1930 | 1-1         | Stade-Spora          | 2-6          | 30 nov. 1930 |

| Andata (2ª)  | Andata (2ª) | Seconda giornata  | Ritorno (9ª) | Ritorno (9ª) |
|              |             |                   |              |              |
| 14 set. 1930 | 1-1         | Fola-Red Black    | 1-1          | 14 dic. 1930 |
| 14 set. 1930 | 0-2         | National-Red Boys | 1-6          | 14 dic. 1930 |
| 14 set. 1930 | 3-0*        | Niederkorn-Stade  | 2-4          | 14 dic. 1930 |
| 14 set. 1930 | 0-4         | Union-Spora       | 0-8          | 14 dic. 1930 |

| Andata (3ª)  | Andata (3ª) | Terza giornata     | Ritorno (10ª) | Ritorno (10ª) |
|              |             |                    |               |               |
| 21 set. 1930 | 4-1         | Red Black-National | 3-1           | 21 dic. 1930  |
| 21 set. 1930 | 5-2         | Red Boys-Union     | 6-0           | 21 dic. 1930  |
| 21 set. 1930 | 2-1         | Stade-Fola         | 1-1           | 21 dic. 1930  |
| 9 nov. 1930  | 2-4         | Niederkorn-Spora   | 3-7           | 21 dic. 1930  |

| Andata (4ª)  | Andata (4ª) | Quarta giornata | Ritorno (11ª) | Ritorno (11ª) |
|              |             |                 |               |               |
| 28 set. 1930 | 0-0         | Fola-Niederkorn | 1-0           | 11 gen. 1931  |
| 28 set. 1930 | 0-3         | Red Black-Union | 1-1           | 11 gen. 1931  |
| 28 set. 1930 | 2-1         | Red Boys-Spora  | 1-1           | 11 gen. 1931  |
| 28 set. 1930 | 4-3         | National-Stade  | 2-2           | 11 gen. 1931  |

| Andata (5ª)  | Andata (5ª) | Quinta giornata     | Ritorno (12ª) | Ritorno (12ª) |
|              |             |                     |               |               |
| 12 ott. 1930 | 3-2         | Niederkorn-National | 1-3           | 18 gen. 1931  |
| 12 ott. 1930 | 7-0         | Spora-Fola          | 3-3           | 18 gen. 1931  |
| 12 ott. 1930 | 1-2         | Stade-Union         | 2-6           | 18 gen. 1931  |
| 9 nov. 1930  | 0-5         | Red Black-Red Boys  | 0-3           | 18 gen. 1931  |

| Andata (6ª)  | Andata (6ª) | Sesta giornata   | Ritorno (13ª) | Ritorno (13ª) |
|              |             |                  |               |               |
| 26 ott. 1930 | 2-2         | National-Fola    | 1-4           | 22 feb. 1931  |
| 26 ott. 1930 | 3-0         | Red Boys-Stade   | 5-0           | 22 feb. 1931  |
| 26 ott. 1930 | 2-2         | Spora-Red Black  | 3-1           | 22 feb. 1931  |
| 26 ott. 1930 | 1-3         | Union-Niederkorn | 1-1           | 22 feb. 1931  |

| Andata       | Andata | Settima giornata    | Ritorno | Ritorno      |
|              |        |                     |         |              |
| 16 nov. 1930 | 2-4    | Fola-Union          | 5-3     | 15 mar. 1931 |
| 16 nov. 1930 | 4-1    | National-Spora      | 3-5     | 15 mar. 1931 |
| 16 nov. 1930 | 3-2    | Niederkorn-Red Boys | 2-5     | 15 mar. 1931 |
| 16 nov. 1930 | 4-1    | Stade-Red Black     | 1-1     | 15 mar. 1931 |